# 아나시스 2호
아나시스 2호(ANASIS II)는 대한민국 최초의 군사용 전용 통신위성이다. 이전에는 KMilSatCom 1이라고 불렀다.

## 역사
2006년 8월 22일 발사된 무궁화 5호는 대한민국 최초의 민군겸용 정지궤도 통신위성이었다. 그러나 군사용 전용인 정지궤도 통신위성은 발사된 적이 없다. 그리고 이제 곧 15년동안의 임무를 다한다.
에어버스 디펜스 앤 스페이스는 자사의 통신위성 유로스타 E3000을 기반으로 아나시스 2호를 제작했고, 계약에 따라 한국군이 소유권을 갖게 된다. 예전에는 EADS 아스트리움이라고 부르던 회사다.
원래 2014년 우리 군이 차세대 전투기로 F-35A 전투기를 선택할 때, 전투기 제작사인 록히드 마틴이 절충교역, 즉 기술 공유 같은 대가 차원에서 제작해주기로 한 것인데, 계약 체결 이후에 록히드 마틴이 돈을 내야 한다고 주장해서 무산되었다. 방위사업청은 군통신위성의 비용 문제를 록히드마틴 측과 거듭 협상한 결과, F-35A의 가격 하락분을 위성 설계·제작·발사 비용으로 충당하는 방식으로 해결하기로 합의를 보았으며, 이에 록히드 마틴은 에어버스 디펜스 앤 스페이스에 하청계약을 하여 아나시스 2호를 만들게 되었다.
아나시스 1호는 무궁화 5호의 군사용 통신위성 부분을 말한다. 이로 인해 한국군의 통신영역이 현재의 수백km에서 반경 6천km로 확장되었다. 2009년 7월 16일, STX엔진은 소말리아 근해에서 상선호위 임무를 성공적으로 수행한 문무대왕함과 임무교대를 위해 16일 출항한 청해부대 대조영함에 무궁화 5호 위성과 직접 통신이 가능한 수상함용 군 위성통신체계를 제작, 공급했다고 밝혔다. STX엔진은 지난 2003년부터 방위사업청과 국방과학 연구소 주도로 진행된 군 위성통신체계(아나시스) 개발사업에 수상함용 군 위성통신체계 시제품 생산업체로 참여해왔다. 이번 통신체계 장착으로 무궁화 5호를 이용한 통신이 가능해짐으로써, 군 무선통신의 영역은 기존 100km에서 1만2000Km로 획기적으로 확대됐고 통신 보안성도 강화됐다. 기존 통신체계에서는 초당 1000회 이상 주파수를 바꿔가며 방해 전파를 차단하는데 아나시스는 이것보다 5배 빠른 속도로 주파수를 바꿔가며 통신망을 보호한다. 서울에서 청해부대가 주둔한 오만 살랄라 항구까지는 7300 km 떨어져 있다.
아나시스 2호의 보유로 한국은 세계 10번째 군사위성 보유국이 된다.
당초 별도 구입하기로 했다가 차세대 전투기 구매 대가로 공짜로 받는다고 하더니 실제로는 5800억원이 들어가는 것으로 드러났다.
2020년 6월 8일, 아나시스 2호는 에어버스의 위성제작시설이 있는 프랑스 툴루즈에서 안토노프 수송기에 실려서 미국 플로리다주 케네디 우주센터로 날아갔다. 이후 플로리다주 케이프커내버럴 공군기지 내 스페이스X 시설에서 테스트와 연료 공급을 거친 뒤 팰컨9 로켓에 실려 2020년 7월 20일 발사되었다.

## 유로스타 E3000
아나시스 2호의 기종은 유럽의 에어버스사가 제작한 유로스타 E3000이다.
에어버스는 유로스타 E3000을 전세계에 수출하고 있으며, 52대가 제작되었다. 이온 엔진을 사용한다. 유로스타 E30000은 최초로 리튬 이온 배터리를 사용하는 상업용 위성이다. 무게 4.5-6톤이며, 50-90개의 트랜스폰더를 탑재했다. 주로 Ku 밴드와 C 밴드 주파수를 사용한다. 2015년 3월, 에어버스는 스넥마와 새로운 5 kW PPS5000 홀 효과 추력기 공급에 대한 계약을 체결했다. 새롭게 개발된 추력기는 기존 추력기 대비 위성의 추력을 40퍼센트가량 향상시킬 전망이다.
무궁화 5호의 군사용 중계기 채널은 12개에 불과하지만 유로스타 E300는 50-90개의 트랜스폰더 채널을 탑재해서, 최소 4배 이상의 채널을 사용할 수 있다.

## 발사

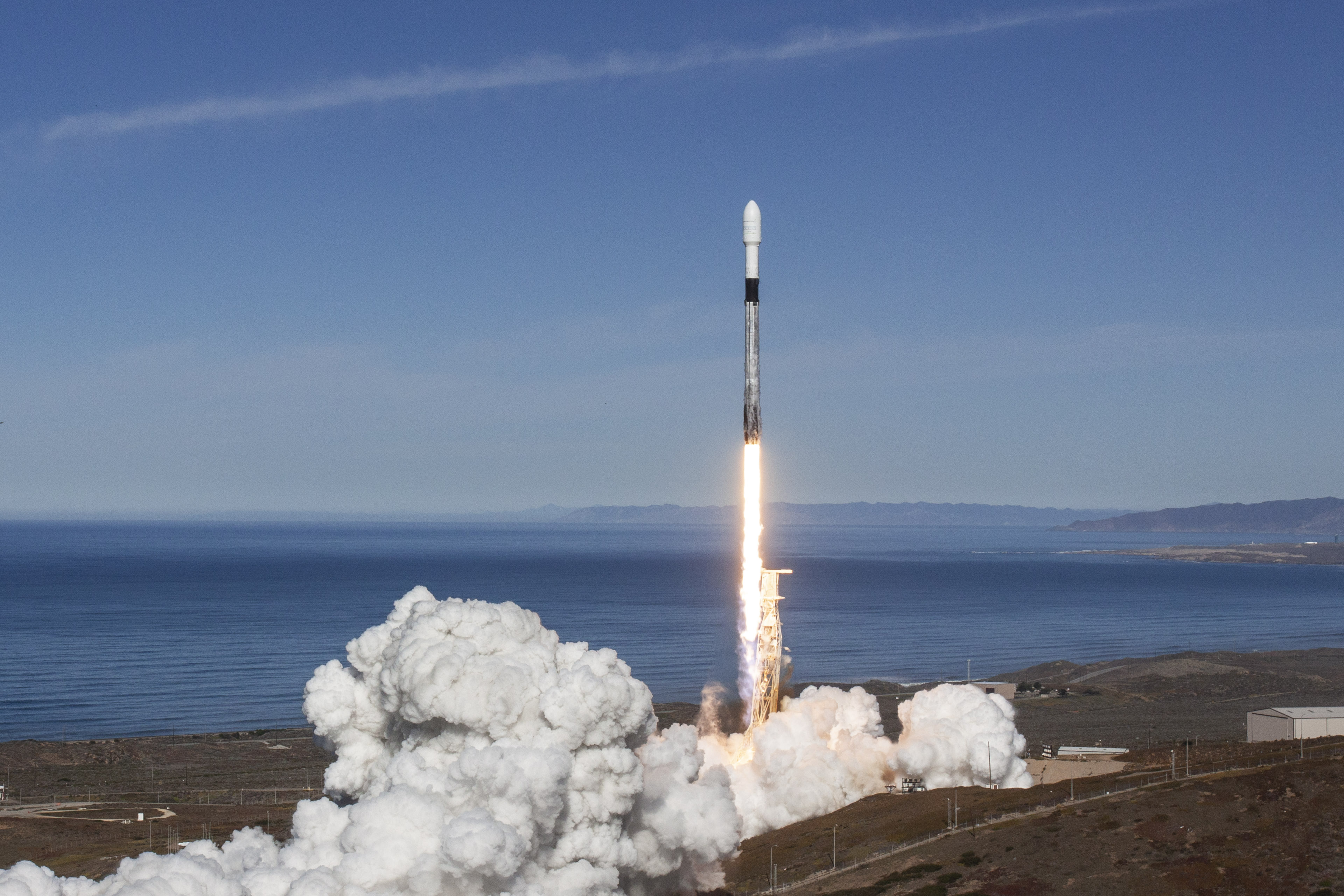
팰컨9 블록5

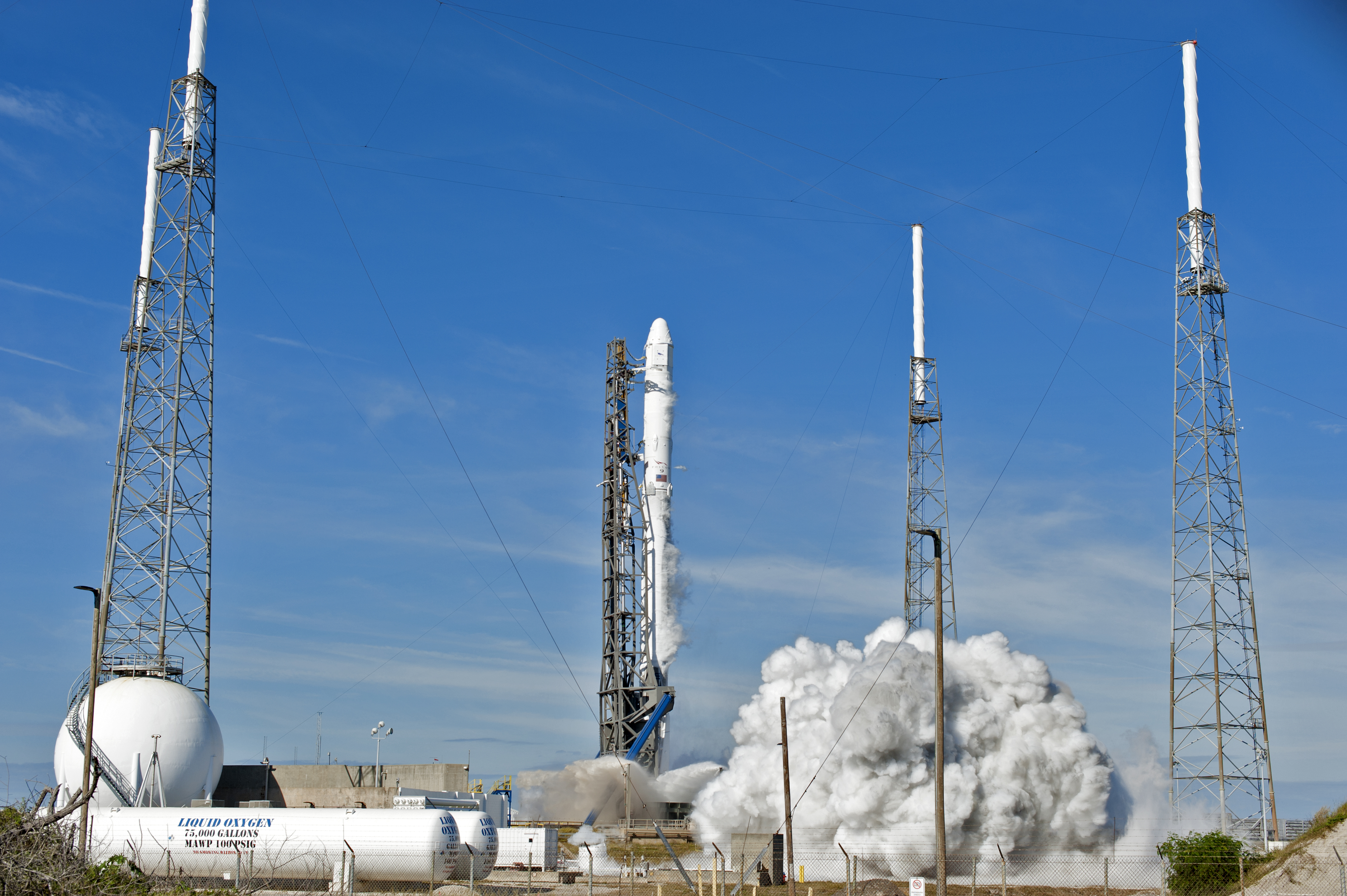
케이프 커내버럴 공군기지 SLC-40 발사장

2020년 7월 21일, 오전 6시30분(미국 현지시각 20일 오후 5시30분) ‘아나시스 2호’(ANASIS-Ⅱ)가 미국 플로리다의 케이프 커내버럴 공군기지 제40우주발사구역에서 지구 저궤도상에 성공적으로 발사되었다.
미국의 우주탐사 기업 스페이스X의 로켓 팰컨9 B1058에 실려 우주로 발사됐다. 아나시스 2호는 발사 32분 뒤 고도 630 km 지점에서 2단계 발사체에서 성공적으로 분리되었다. 이어서 7시 8분경, 프랑스 툴루즈에 있는 위성관제센터(TSOC)에 신호를 발신, 8시 19분경 교신에 성공했다. 프랑스 톨루즈는 아나시스 2호의 기종인 유로스타 E3000이 제작되는 곳이기도 하다.
이 비행에 사용되었던 로켓인 팰컨 9 (일련번호 B1058)은 2020년 5월 30일 스페이스X의 크루 드래곤 데모 2 임무에 1회 사용된 후 회수되어 재사용되었다. 이 발사를 통해 스페이스X는 기존의 발사체 최단 재사용 주기 기록을 경신했다. 1단계 부스터는 해상 드론쉽(ASDS)에서 회수되었다.
아나시스 2호는 안테나 및 태양전지판을 펼쳐 임무 수행에 필요
한 전력공급 및 운용 가능 여부를 점검할 예정이며, 약 2주간 중간궤도 변경을 거쳐 최종적으로 고도 3만6천 km의 정지천이궤도에 올라서게 된다.

## 같이 보기
- 아나시스 1호